# Gebbe Björkman
Lars Erik Gunnar "Gebbe" Björkman, född 27 augusti 1945 i Linköping, är en svensk konstnär, illustratör och skribent.
Gebbe Björkman är uppvuxen i Mjölby. Han utbildade sig till mellanstadielärare och avlade examen vid Linköpings universitet 1971. Sedan 1972 är han bosatt i Ödeshög i Östergötland och sedan 1978 yrkesverksam konstnär med natur- och landskapsmåleri som sina främsta företräden. Som illustratör har han medverkat i tidskriften Svensk Jakt och i tidskriften Ansers serie Svenska fågeltecknare. Gebbe Björkman har också gjort ett stort antal litografier. Under åren 2010, 2011 och 2012 hade han uppdraget att måla nobelprisdiplomen i kemi, fysik och ekonomi.  Han är representerad med offentlig utsmyckning i ett antal kommuner och landsting.

## Utmärkelser
- 1980 – Mjölby konstförenings stipendium.
- 2005 – Kulturpris ur förre landshövdingen Rolf Wirténs Kulturstiftelse.[4]
- 2023 – Tåkernpriset.[5]